# فلوريان بالاس
فلوريان بالاس (بالألمانية: Florian Ballas) (8 يناير 1993 بساربروكن في ألمانيا - ) هو لاعب كرة قدم ألماني في مركز الدفاع. شارك مع منتخب ألمانيا تحت 19 سنة لكرة القدم. أما مع النوادي، فقد لعب مع إف إس في فرانكفورت ونادي ساربروكن وهانوفر 96 و1. FC Nürnberg II ‏.

## روابط خارجية
- فلوريان بالاس على موقع قاعدة بيانات كرة القدم.إي يو (الإنجليزية)
- فلوريان بالاس على موقع بيانات كرة القدم. دي إي (الألمانية)
- فلوريان بالاس على موقع Soccerway.com (الإنجليزية)
- فلوريان بالاس على موقع عالم كرة القدم.نت (الإنجليزية)
- فلوريان بالاس على موقع AS.com (الإسبانية)